# 平阳县各级文物保护单位列表
以下为温州市平阳县范围内的各级文物保护单位：

## 全国重点文物保护单位
以下为平阳县范围内的全国重点文物保护单位
| 名称         | 编号         | 类型   | 所在                   | 时代   | 图片 |
| ------------ | ------------ | ------ | ---------------------- | ------ | ---- |
| 浙南石棚墓群 | 5-161        | 古墓葬 | 瑞安市、平阳县、苍南县 | 商、周 |      |
| 顺溪古建筑群 | 6-564        | 古建筑 | 平阳县                 | 清     |      |
| 栖真寺五佛塔 | 7-1000-3-298 | 古建筑 | 平阳县                 | 宋     |      |

## 浙江省文物保护单位
以下为平阳县范围内的浙江省文物保护单位：
- 金钱会起义遗址（1-3）
- 中国共产党浙江省第一次代表大会会址（1-8）
- 宝胜东寺双塔（2-25）
- 抗日救亡干部学校旧址（3-4）
- 龙山头石棚墓（4-13）
- 忠训庙（4-44）
- 顺溪陈氏民居（4-51）（2005年陈迢岩、陈有相大屋并入）
- 文明塔（5-35）
- 会文书院（5-54）
- 青街李氏、池氏大屋（5-67）（2017年青街下过溪李氏大屋、水尾内池氏大屋并入）
- 凤山遗址（6-19）
- 南湖赵氏宗祠（6-166）
- 苏步青故居（6-281）
- 师儒侍养牌坊（7-41）
- 钱仓摩崖题记（7-213）
- 红军挺进师驻地（平阳）旧址（7-266）
- 中共浙江临时省委成立旧址（7-268）
- 中共闽浙边临时省委机关驻地旧址（7-269）

| 名称 | 编号 | 类型 | 所在 | 时代 | 图片 |
| ---- | ---- | ---- | ---- | ---- | ---- |